# ルネ・メール (植物学者)

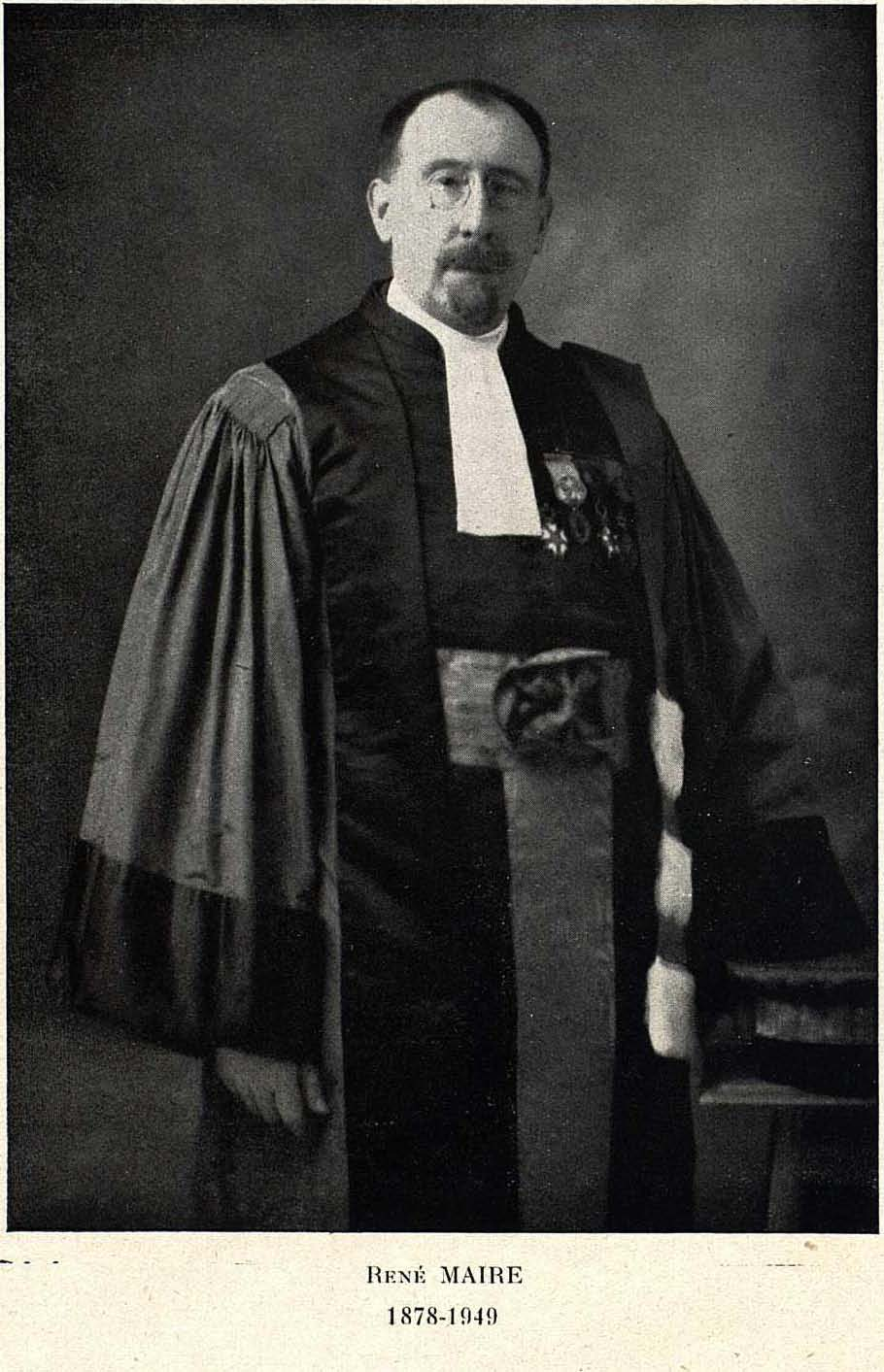
René Charles Joseph Maire

ルネ・シャルル・ジョゼフ・メール（René Charles Joseph Maire、1878年5月29日 - 1949年11月24日）は、フランスの植物学者、菌学者である。16巻の『北アフリカの植物』（"Flore de l'Afrique du Nord" ）が主著である。

## 生涯
ロン＝ル＝ソーニエで生まれた。ロレーヌの名家の出で、2歳の時に母親を失った。子供時代はフランシュ＝コンテ地方で育ったが、事故で片目の視力を失った。
植物学者として若くから活動し、18歳の時にはオート＝ソーヌの標本についての論文を書いた。1902年から1904年の間、アルジェリア、モロッコで植物の採集を行った。1905年に博士号を得、1911年からアルジェ大学の植物学の教授となり、植物病理学を専門とした。モロッコ政府のために植物研究し、中央サハラ砂漠の植物の研究をおこなった。フランス菌学会（Société mycologique de France）など多くの学会に属し、その中の一つでメスにあるモーゼル自然史学会（Société d'histoire naturelle de la Moselle）には植物学研究を始めた1897年から所属している。1918年から1931年の間に北アフリカの植物に関する多くの研究を発表し、最終的にアルジェ大学の学長を務めた。主著の『北アフリカの植物』はメールの没後の1953年に出版された。
ベニタケ属の種 Russula mairei や、チチタケ属の種 Lactarius mairei、ムラサキ科の属 Mairetis などに献名されている。